# Glennallen (Alaska)
Glennallen è una piccola cittadina dell'Alaska centro-meridionale (Stati Uniti d'America).

## Geografia fisica
La cittadina di Glennallen si trova in una ampia valle circondata dai monti Chugach a sud, i monti Talkeetna a ovest, la catena dell'Alaska a nord e i monti Wrangell a est. Si trova inoltre all'incrocio di due importanti strade: l'autostrada Glenn che collega la cittadina con Anchorage (che si trova a 304 km di distanza più a est) e l'autostrada Richardson (Richardson Highway) che collega Valdez con Delta Junction. Nelle vicinanze scorre il fiume Copper. È appena fuori dal confine occidentale del Parco nazionale e riserva di Wrangell-St. Elias.
Secondo l'Ufficio del censimento degli Stati Uniti d'America Glennallen ha una superficie di 298 km{\displaystyle ^{2}} e una popolazione di 483 (secondo il censimento del 2010).

## Clima
La zona climatica della cittadina è prevalentemente continentale con lunghi inverni freddi ed estate relativamente calde. In gennaio la temperatura media è di - 23 °C (- 46 °C in casi eccezionali), mentre a luglio è di 13 °C. In inverno può nevicare anche per 1 metro.

## Storia
Nel 1899 l'esercito americano costruì un sentiero per collegare il porto di Valdez con Eagle (64°47′13″N 141°11′59″W), che attraversava la valle del fiume Copper. All'inizio del XX secolo, il sentiero fu allargato e divenne l'attuale Richardson Highway. Glennallen si è sviluppata come punto di snodo automobilistico. Un ulteriore impulso all'economia è arrivato quando negli anni dal 1975 al 1977 è stata costruita la Trans-Alaska Pipeline System che passa nei pressi della città.

## Alcune immagini di Glennallen

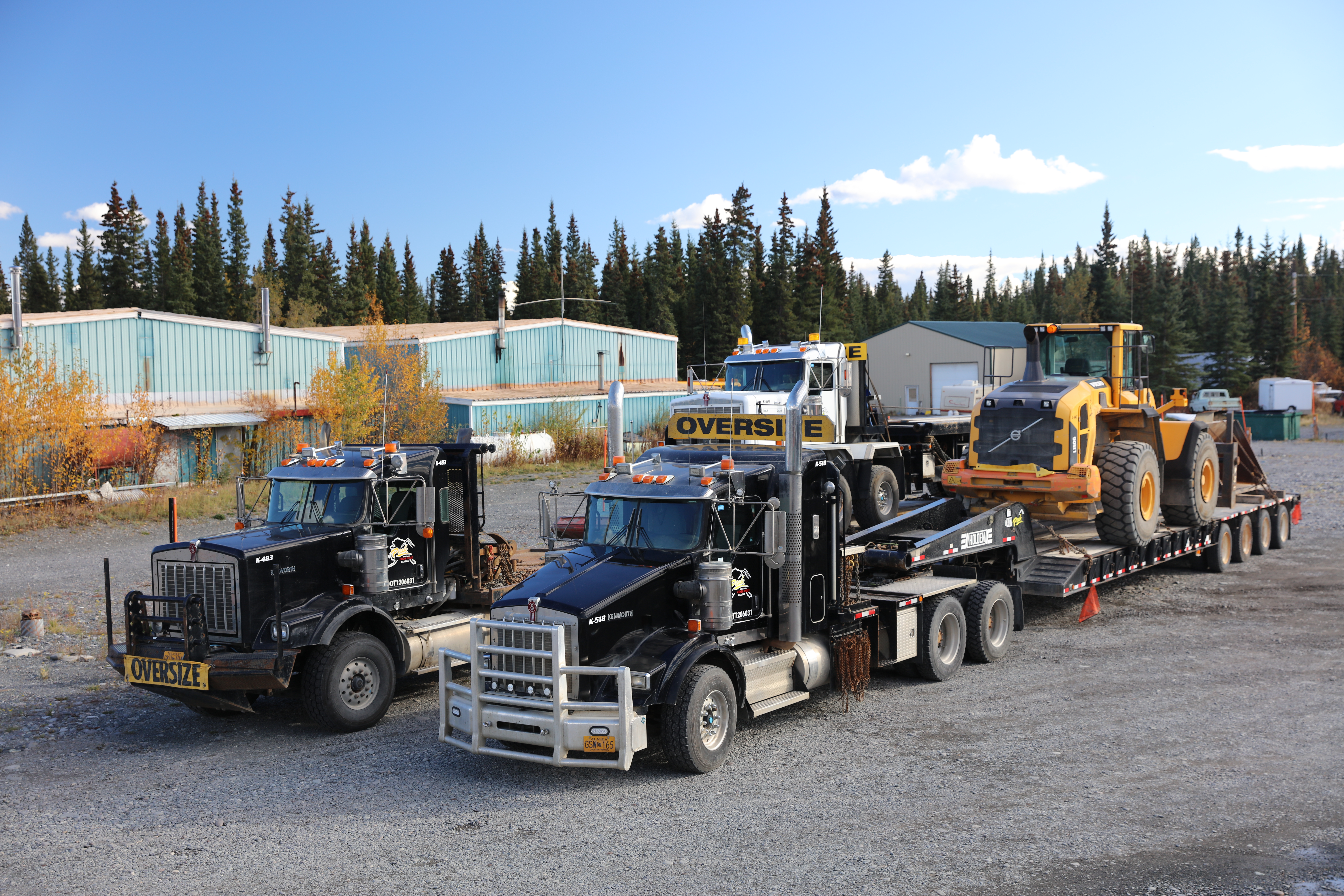
Zona di sosta a Glennallen
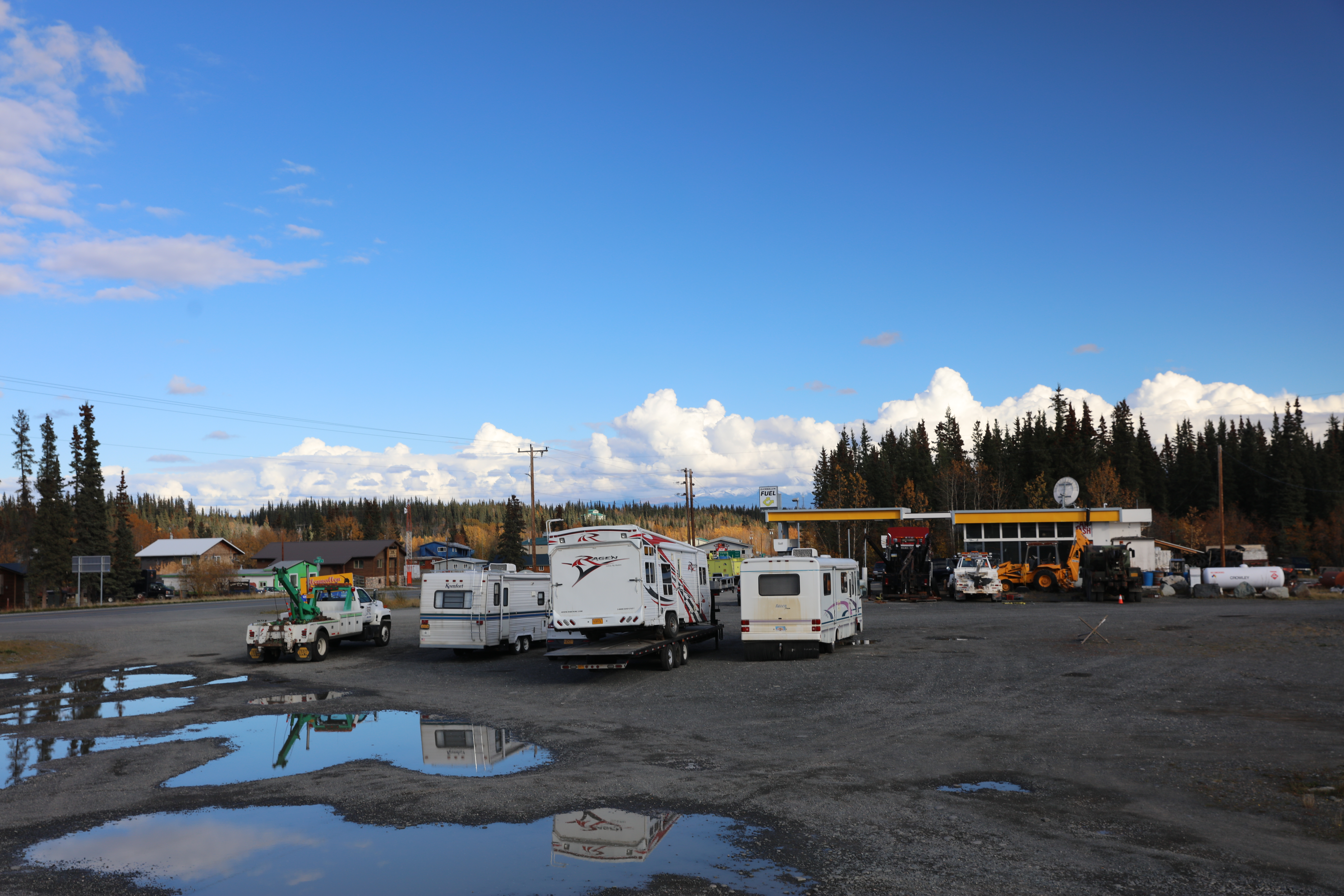
Zona di sosta a Glennallen
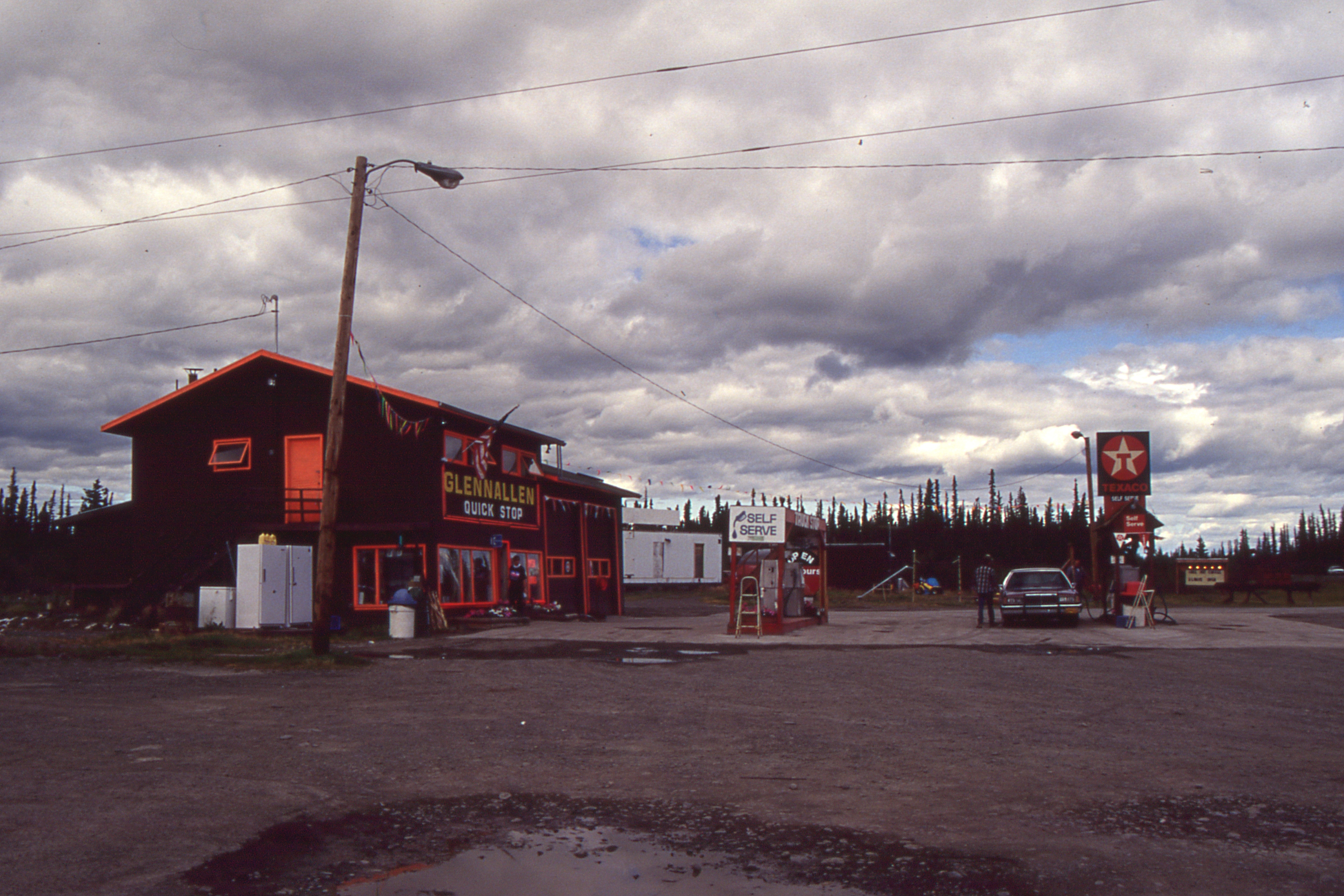
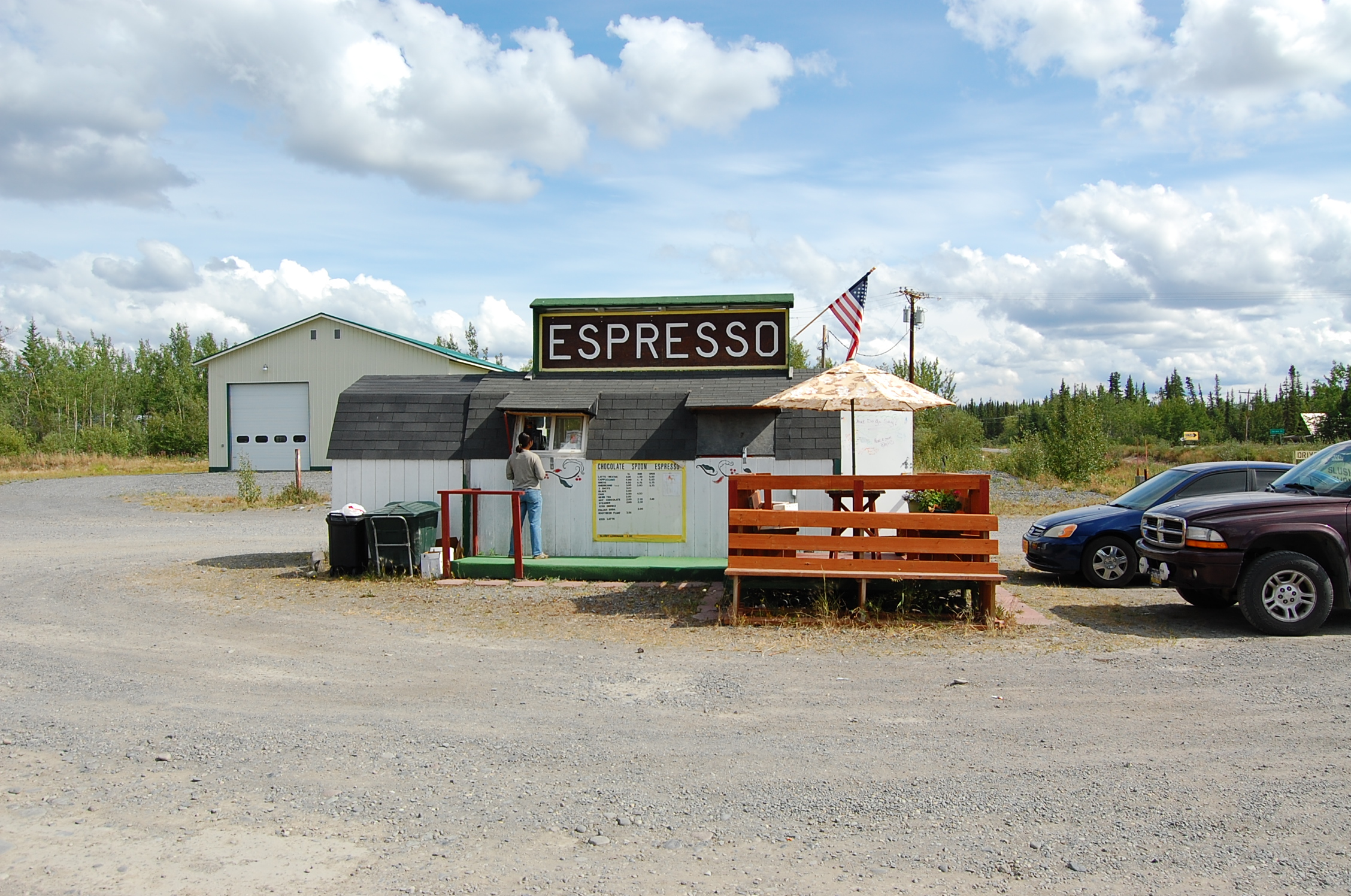